# Bundesautobahn 540
De Bundesautobahn 540 (afgekort: BAB540 of A540) was een korte Duitse autosnelweg ten zuiden van de Duitse stad Grevenbroich. De weg verbindt de stad met de A46.
De weg is 7 kilometer lang en heeft twee op- en afritten, aan de westkant gaat de weg over op de Neusser Straße, en via een op- en afrit op de A46, en aan de oostkant op de B59 richting Keulen. In het middengedeelte zijn er de afslagen Gustorf en Frimmersdorf en gaat de weg over de Erft.
De A540 werd in 2020 gedegradeerd tot bundesstraße en draagt sindsdien het wegnummer B59. 
De voormalige snelweg zal in de toekomst als kraftfahrstraße (autoweg) worden bewegwijzerd.